# Chilsung
Chilsung Cider (칠성사이다) és una beguda carbonatada creada per la companyia sud-coreana Lotte. Té un lleuger sabor de llimona i és molt consumida a Corea del Sud. El nom significa set estrelles (chil, 칠: set) (sung, 성: estrella).

## Història
Des del reeixit establiment i llançament en 1950 de Chilsung, un refresc de llima-llimona, Lotte Chilsung Beverage ha estat desenvolupant i llançant contínuament productes de begudes carbonatades, sucs, cafè, te i aigua. El 1966 Lotte Chilsung començà a exportar la sidra Chilsung a Vietnam. A mitjan 1970 l'empresa va començar a assolir una presència internacional, subscrivint contractes amb empreses nord-americanes com Pepsi. El 1989 Lotte Chilsung va adquirir la marca JAS. A finals de 1990 Lotte Chilsung va arribar a ser la major companyia de begudes d'Àsia, amb el 35% de la quota de mercat nacional.

## Productes

### Begudes carbonatades

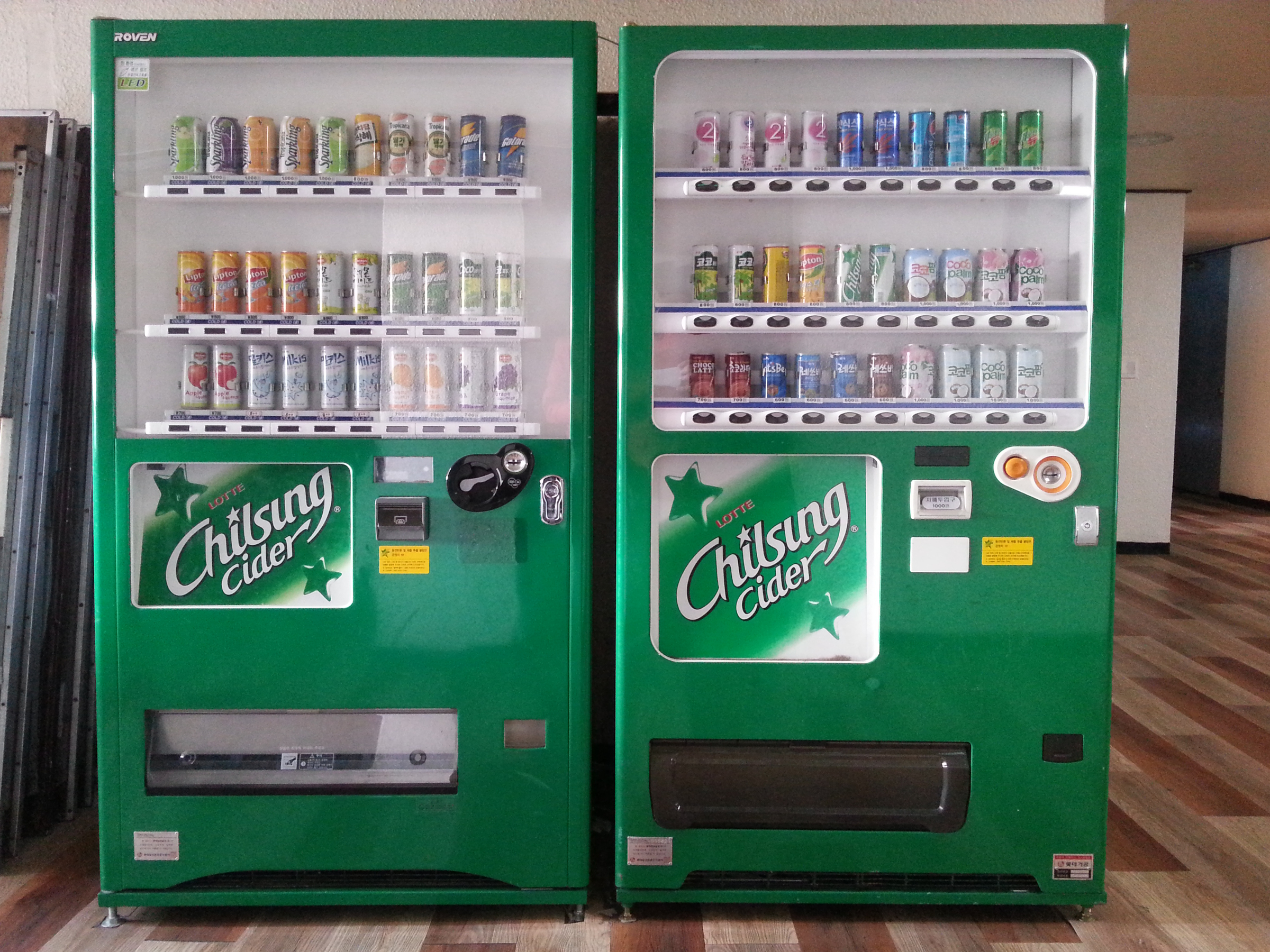
Màquines de venda de Chilsung Cider

Des del seu llançament el 1950, la sidra Chilsung ha estat la beguda representativa de Corea, venent més d'un milió d'ampolles. Altres begudes d'alt perfil inclouen la llet amb soda milkis, i a través de l'associació amb PepsiCo als Estats Units, Pepsi, Mountain Dew, Mirinda, i Tropicana Sparkling.

### Sucs

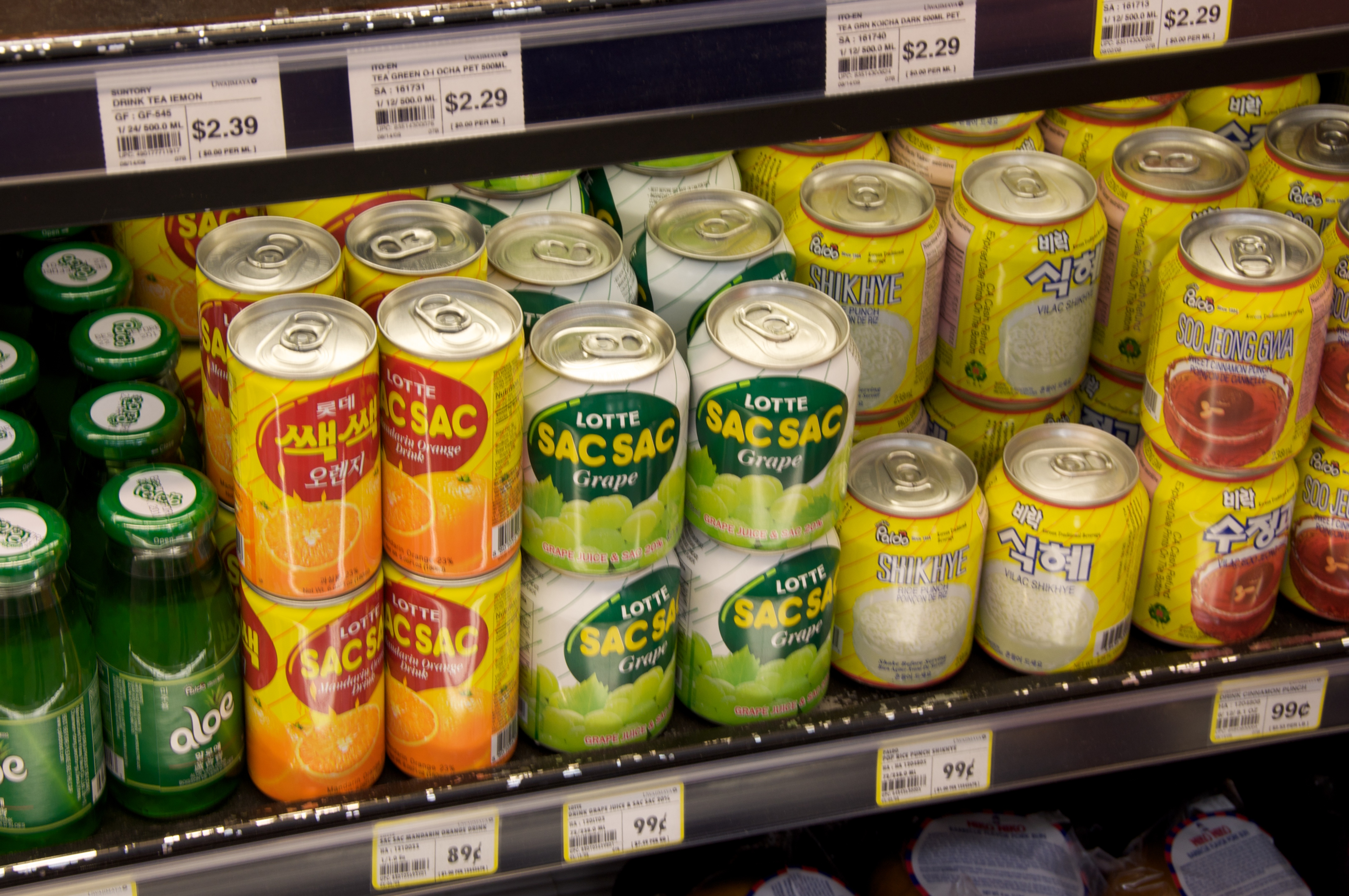
Llaunes de Sac Sac

Lotte Chilsung Beverage ofereix una gamma de sucs naturals de fruites sabors taronja, raïm, poma, mandarina, pera i mango. El 1982, la companyia va establir una associació amb Del Monte, amb seu als EUA i ara fabrica els refrescs Orange Premium i Del Monte. El 2009 va adquirir la llicència per Tropicana i es van produir barreges Tropicana d'estil casolà i altres opcions populars.